# スブヒディン・モハマド・サレー
モハド・スブヒディン・ビン・モハド・サレー（Mohd Subkhiddin Bin Mohd Salleh, 1966年11月17日 - ）は、マレーシア出身の元サッカー審判員である。本職は教師。2010 FIFAワールドカップ、AFCアジアカップ2004、AFCアジアカップ2007、AFCアジアカップ2011をはじめ、多くの国際試合で笛を吹いた。
日本では、2004年のAFCアジアカップ準々決勝で、日本対ヨルダンのPK戦において、ピッチのコンディションが悪いことを理由に、宮本恒靖の抗議を受け入れ、途中で使用ゴールを変更した事で知られている。後にあの時の判断については、「公平なプレーを実現するために行ったまでのこと。芝生が大きくずれるのを確認もした。」と語っている。